# Peter Diviš
Peter Diviš est un joueur de volley-ball slovaque né le 4 août 1978 à Žilina. Il mesure 1,98 m et joue pointu.

## Biographie
Il est le frère aîné de Lukáš Diviš, également joueur international slovaque et international russie de volley-ball.

## Clubs
| Club                       | Pays                       | De        | À         |
| -------------------------- | -------------------------- | --------- | --------- |
| Stavbár Žilina             | Tchécoslovaquie/ Slovaquie | 1990-1991 | 1996-1997 |
| Zirat Banka Ankara (joker) | Turquie                    | 1996-1997 | 1996-1997 |
| VKP Bratislava             | Slovaquie                  | 1997-1998 | 1997-1998 |
| AS Cannes                  | France                     | 1998-1999 | 1999-2000 |
| Tours Volley-Ball          | France                     | 2000-2001 | 2001-2002 |
| VKP Bratislava             | Slovaquie                  | 2002-2003 | 2002-2003 |
| Jastrzebski Wegiel         | Pologne                    | 2003-2004 | 2003-2004 |
| Gioia del Colle            | Italie                     | 2004-2005 | …         |

## Palmarès
- Championnat de Pologne : 2004
- Championnat de Slovaquie : 1998
- Coupe des Coupes : 1999